# Борис Бегинов
Борис Бегинов (на македонска литературна норма: Борис Бегинов) е актьор и режисьор от Социалистическа република Македония.

## Биография
Роден е на 18 януари 1911 г. в град Велес. Преди Втората световна война работи като актьор на аматьорски начала. През 1948 г. става един от основателите на Народния театър във Велес. В периода 1948-1952 г. е режисьор на театъра. От 1954 до 1966 г. отново е режисьор в същия театър.